# صلاح محمود عثمان
صلاح محمود عثمان محمد (مواليد 20 أكتوبر 1963 في الإسكندرية، مصر) هو كاتب وأكاديمي مصري يعمل حاليًا أستاذ المنطق وفلسفة العلم ورئيس قسم الفلسفة بكلية الآداب في جامعة المنوفية. يركز في أبحاثه ومنشوراته على فلسفة وتاريخ العلم، ومناهج البحث وفلسفة اللغة والمنطق الرمزي وفلسفة الكيمياء والنيوتروسوفيا.

## دراسته
تخرج من قسم الفلسفة بكلية الآداب في جامعة الإسكندرية بليسانس الآداب عام 1985. ثم حصل على درجة الماجستير في الآداب من قسم الفلسفة بكلية الآداب في جامعة الإسكندرية عام 1993، وعنوان الأطروحة «العقل والجدل عند هربرت ماركيوز». كما حصل على الدكتوراه في الآداب من قسم الفلسفة بكلية الآداب في جامعة المنوفية عام 1996، بأطروحة بعنوان «مشكلة الاتصال واللاتناهي في الفلسفة والفيزياء والرياضيات».

## حياته العملية
بدأ حياته الأكاديمية معيدًا بكلية الآداب في جامعة المنوفية عام 1989، ثم تدرج في الكلية ذاتها فعمل مدرسًا مساعدًا عام 1993، ثم مدرسًا عام 1996، ثم أستاذًا مساعدًا عام 2003، حتى عمل أستاذًا عام 2008، وترأس القسم العام ذاته وحتى الآن. صلاح عضو في الجمعية الفلسفية المصرية وفي الجمعية الفلسفية الأمريكية.

### كتبه المنشورة
| م  | العمل                                                                          | عام الإصدار | الناشر                                                | عدد الصفحات | رقم تعريفي                             | مراجع         |
| -- | ------------------------------------------------------------------------------ | ----------- | ----------------------------------------------------- | ----------- | -------------------------------------- | ------------- |
| 1  | الاتصال واللاتناهي بين العلم والفلسف                                           | 1998        | منشأة المعارف، الإسكندرية                             | 398         | (ردمك 9789770305088، وردمك 9770305088) | [ 7 ] [ 8 ]   |
| 2  | النموذج العلمي بين الخيال والواقع: بحث في منطق التفكير العلمي                  | 2000        | منشأة المعارف، الإسكندرية                             | 186         | (ردمك 9789770308447، وردمك 9770308447) | [ 9 ]         |
| 3  | الداروينية والإنسان: نظرية التطور من العلم إلى العولمة                         | 2001        | منشأة المعارف، الإسكندرية                             | 312         | (ردمك 9789770309397، وردمك 9770309397) | [ 10 ] [ 11 ] |
| 4  | المنطق متعدد القيم بين درجات الصدق وحدود المعرفة                               | 2002        | منشأة المعارف، الإسكندرية                             | 174         | (ردمك 9789770310522، وردمك 9770310522) | [ 12 ]        |
| 5  | نحو فلسفة للكيمياء                                                             | 2004        | منشأة المعارف، الإسكندرية                             | 389         | (ردمك 9789770313769، وردمك 9770313769) | [ 13 ]        |
| 6  | وهم العالم الخارجي بين اللغة والإدراك                                          | 2004        | منشأة المعارف، الإسكندرية                             | 211         | (ردمك 9789770313777، وردمك 9770313777) | [ 14 ]        |
| 7  | طبيعة الحدود المكانية بين الجغرافيا والفلسفة: بحث في سيمانطيقا اللغة الجغرافية | 2005        | الملتقى المصري للإبداع والتنمية، الإسكندرية           | 124         | (ردمك 9789775890977، وردمك 9775890977) | [ 15 ] [ 16 ] |
| 8  | الواقعية اللونية: قراءة في ماهية اللون وسُـبل الوعي به                          | 2006        | منشأة المعارف، الإسكندرية                             | 260         | (ردمك 9789770314811، وردمك 9770314811) | [ 17 ] [ 18 ] |
| 9  | الفلسفة العربية من منظور نيوتروسوفي                                            | 2007 2014   | منشأة المعارف، الإسكندرية الهيئة العامة لقصور الثقافة | 418 430     | (ردمك 9789777187640)                   | [ 19 ]        |
| 10 | النيوتروسوفيا في الفلسفة العربية                                               | 2007        | منشأة المعارف، الإسكندرية                             | 278         | (ردمك 9789770315552، وردمك 9770315559) | [ 20 ] [ 21 ] |

1. 1 2  تأليف مشترك مع الدكتور فلورنتن سمارانداكه، أستاذ ورئيس قسم الرياضيات والعلوم بجامعة نيومكسيكو الأمريكية.

### أبحاثه
- رؤية منطقية معاصرة تأسيسًا على نظرية القياس الفقهي الإسلامي: بحث في الفكر المنطقي المعاصر، وحدة البحث حول الثقافة والتواصل واللغات والآداب والفنون، ألسانيا، الجزائر، 2016[22]
- في قلب مصر قراءة في كتاب جون برادلي، مجلة مدارات، تونس، 2015، ص 22 – 32[23]
- النماذج والاستدلال التمثيلي في العلم، مجلة المخاطبات، تونس، يوليو 2012، ص 9 – 59[24]
- فهم الإسلام في اليابان بين الماضي والحاضر، مركز الدراسات المتعددة الموضوعات للأديان (سيسمور) بجامعة دوشيشا باليابان، بالتعاون مع مركز دراسات يابانية وشرقية بجامعة القاهرة، يوليو 2012، ص 173 – 189[25]
- العلم والفلسفة والدين كمقولات لنهضة العقل العربي (باللغة الإنجليزية)، مجلة بحوث كلية الآداب، جامعة المنوفية، العدد (66)، يوليو 2006، ص 73 – 94[26]
- مقطتفات نيوتروسوفية، في الكتاب الدولي الخامس عن البارادوكسيزم، رومانيا، 2006
- جدل الثبات والحركة في مفارقات زينون: رؤية رياضية معاصرة، مجلة بحوث كلية الآداب، جامعة المنوفية، العدد الثامن والخمسون، يوليو 2004، ص 99 – 139[27]
- العلم والفلسفة والدين كمقولات لنهضة العقل العربي، مركز الخدمة للاستشارات البحثية، شعبة الترجمة، كلية الآداب، جامعة المنوفية، العدد الخامس عشر، مارس 2003، ص 1 – 27[28]
- سيمانطيقا المؤشرات اللفظية والكلام غير المباشر، مجلة بحوث كلية الآداب، جامعة المنوفية، العدد (46)، يوليو 2001، ص 127 – 166[29]
- شجرة الكون وقضايا مناقضة الواقع عند ستورس مكال، مجلة بحوث كلية الآداب، جامعة المنوفية، العدد (39)، أكتوبر 1999، ص 83 – 128[30]

### جوائزه
- جائزة أ. مصطفي بهجت عبد المتعال للمتميزين من أعضاء هيئة التدريس، جامعة المنوفية، 2007
- شهادة تقدير من قسم الرياضيات والعلوم بجامعة نيومكسيكو الأمريكية، 2007–2008

مرجع

## روابط خارجية
- صفحته في موقع جامعة المنوفية
- صفحته في موقع جوجل سكولار
- صفحته في موقع ريسيرش غيت
- مقالاته في موقع المركز العربي للبحوث والدراسات